# شهرستان کلرمونت (اوهایو)
شهرستان کلرمونت، اوهایو (به انگلیسی: Clermont County, Ohio) یک سکونتگاه مسکونی در ایالات متحده آمریکا است که در اوهایو واقع شده‌است.

## نگارخانه

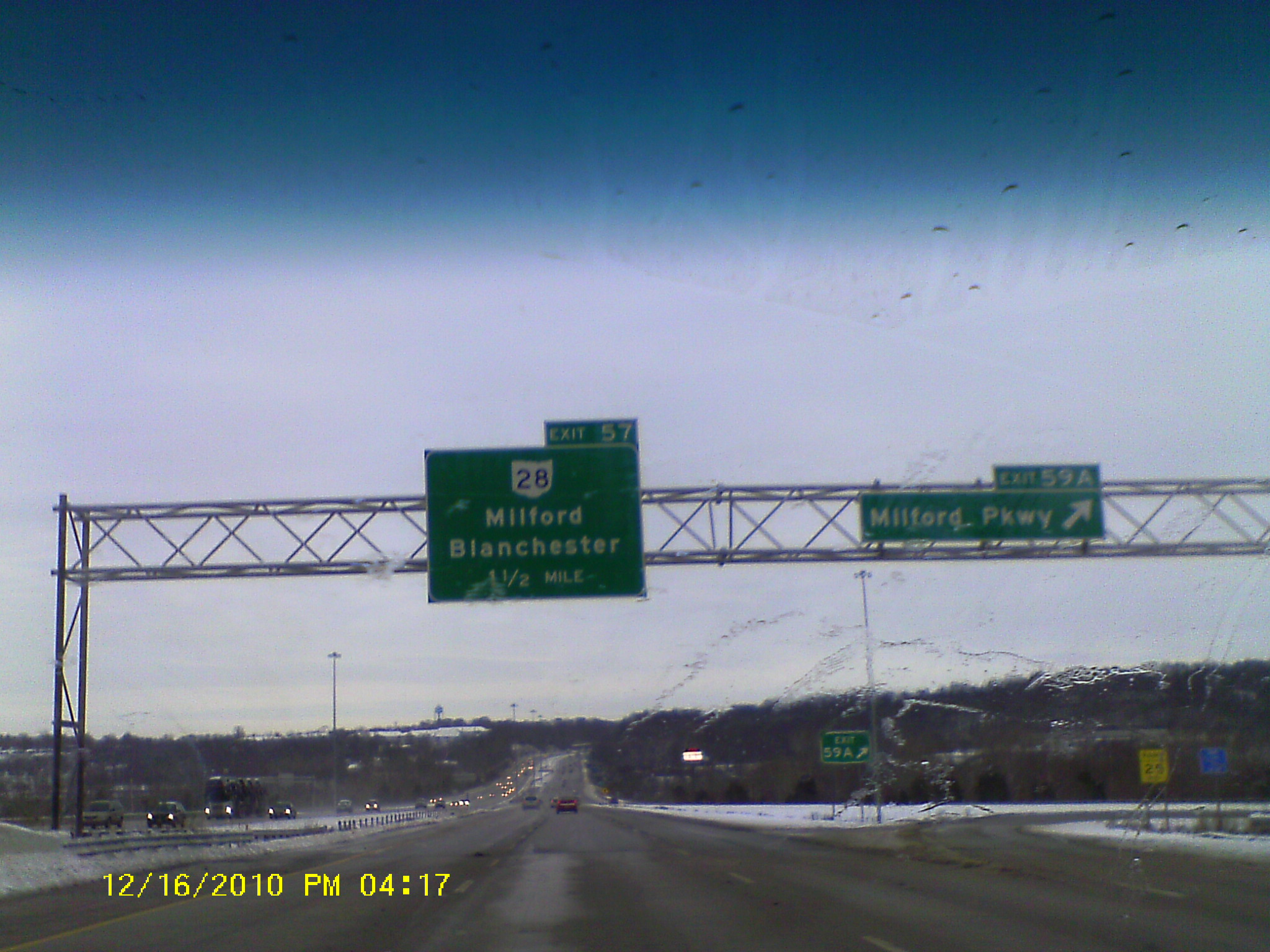
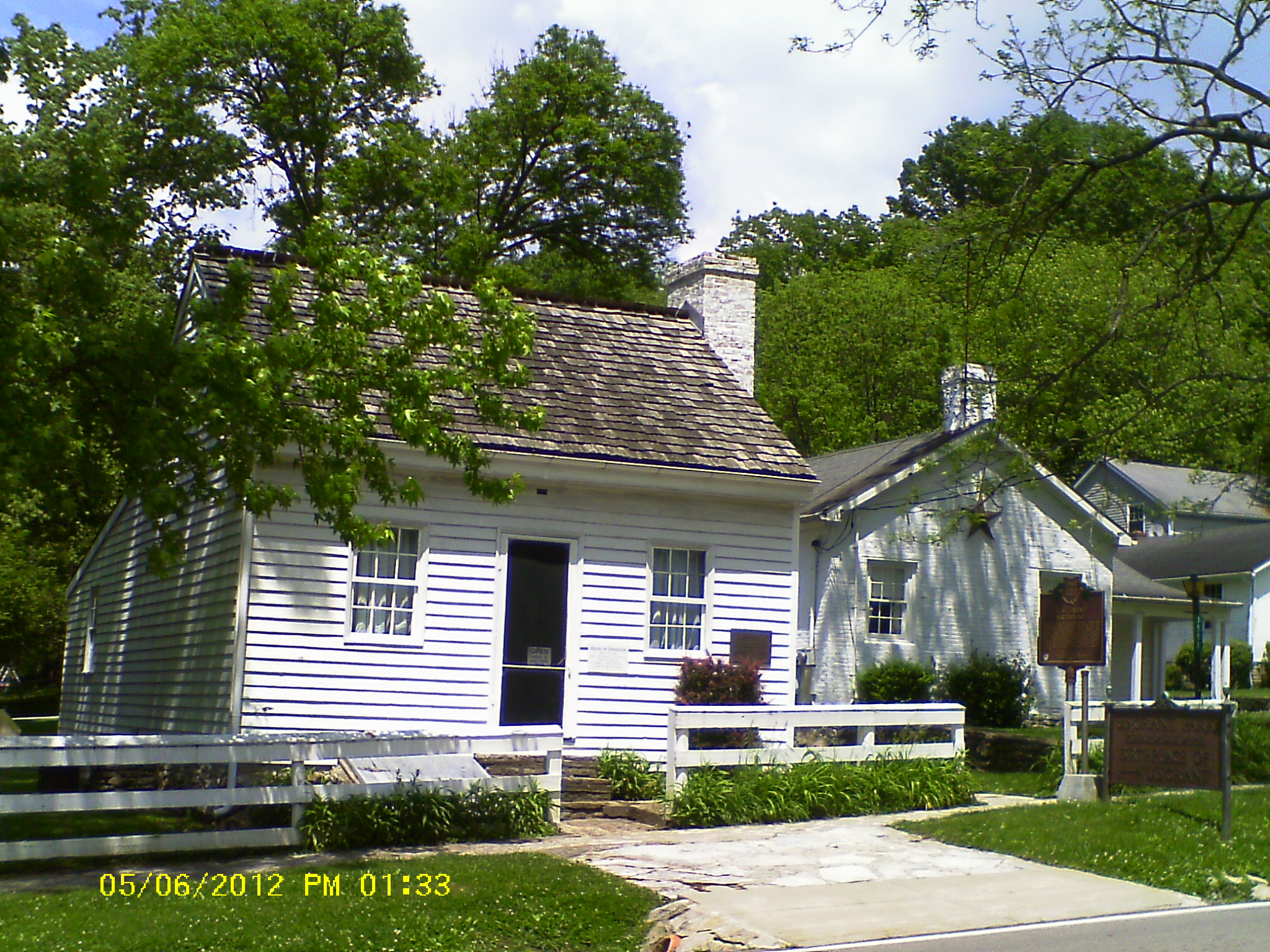
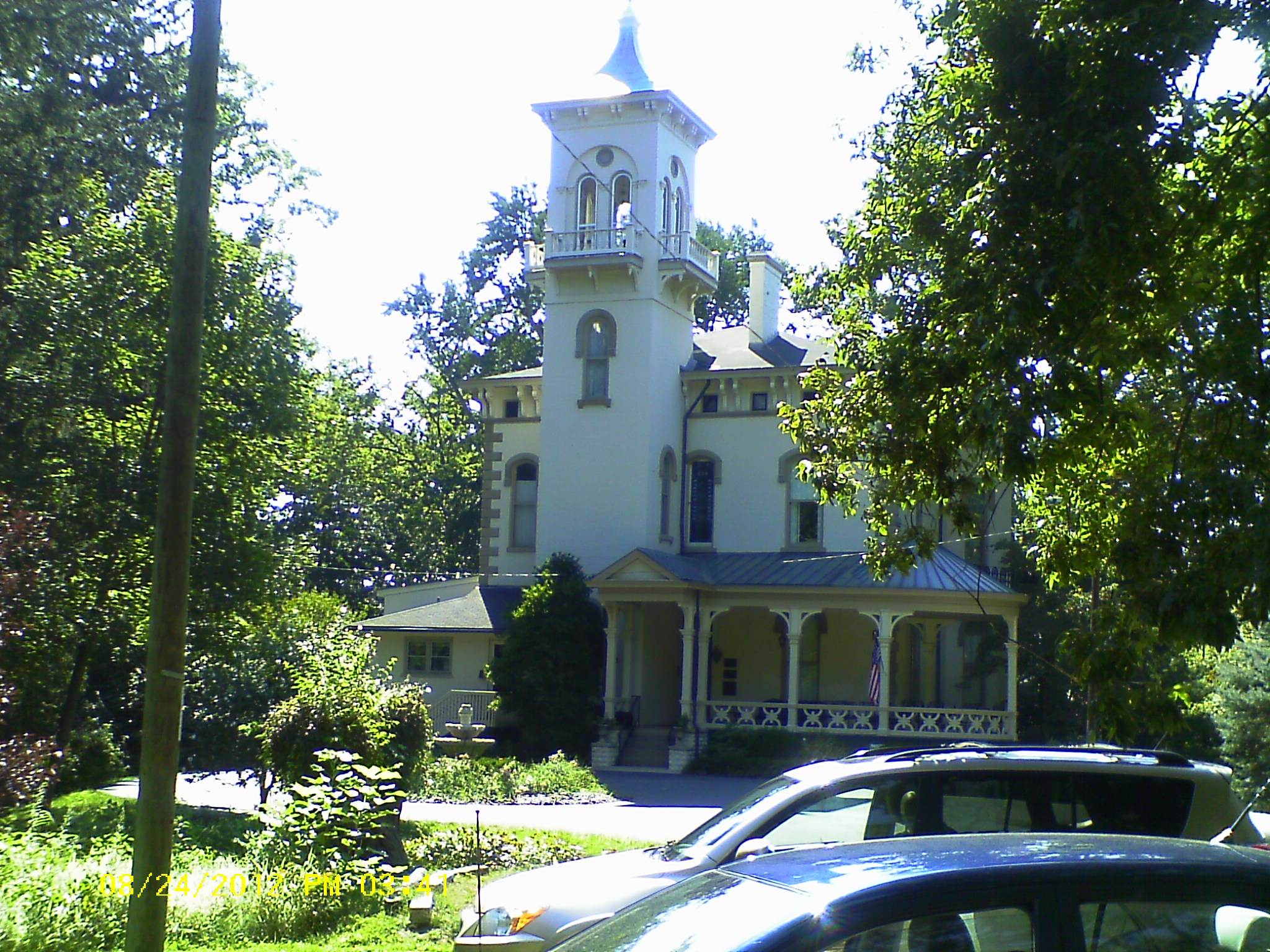
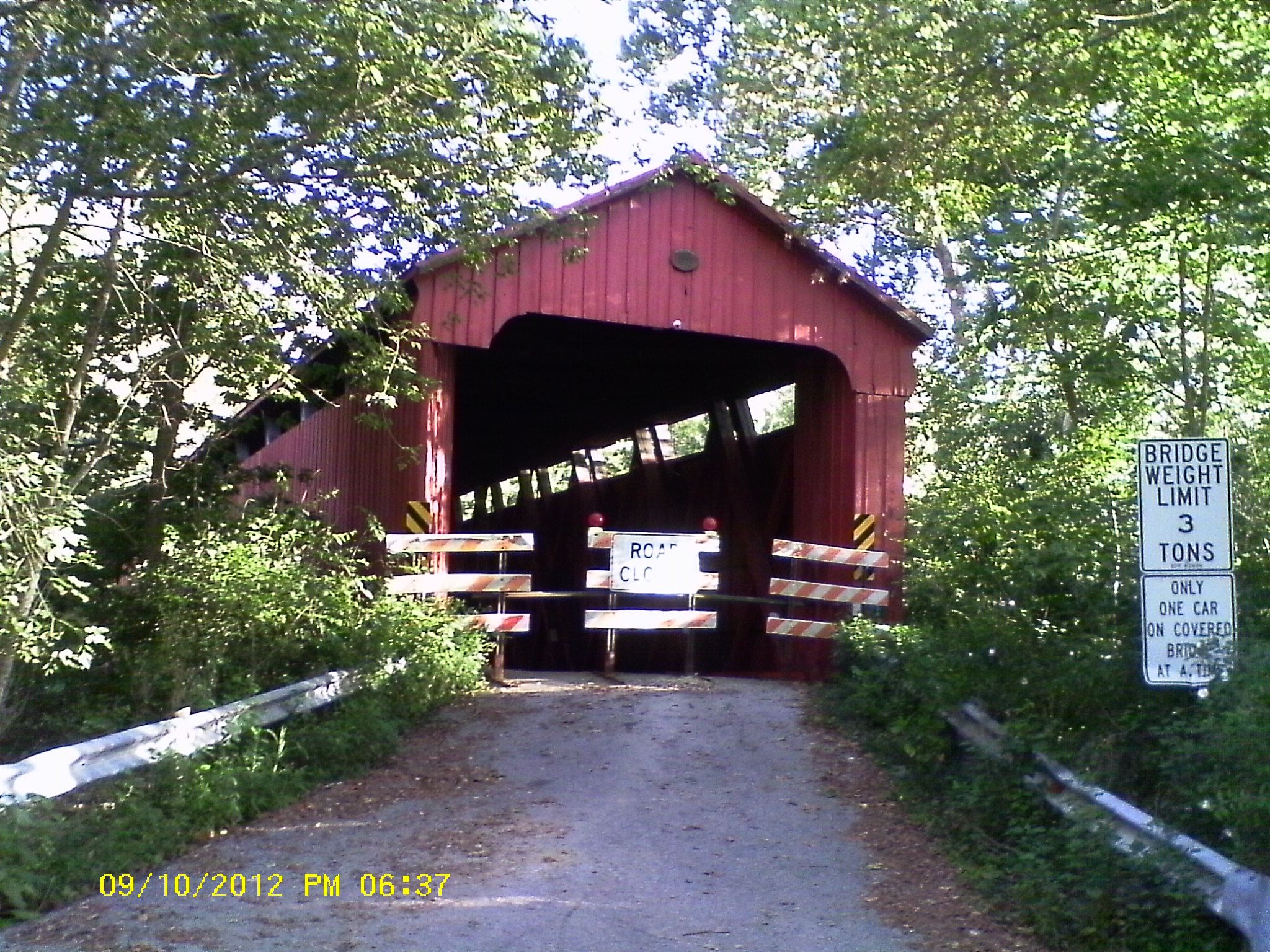